# Аббенбрук
Аббенбрук (нід. Abbenbroek) — село в нідерландській провінції Південна Голландія. Входить до муніципалітету Ніссевард.
До 1980 року мало статус окремого муніципалітету.